# Sesvetski Kraljevec
Sesvetski Kraljevec je naselje smješteno na putu od Zagreba prema Vrbovcu, Bjelovaru i bližem Dugom Selu. Administrativno je u granicama zagrebačke gradske četvrti i samog užeg naselja Sesveta. Na istoku graniči sa Zagrebačkom županijom. Smješten je na cesti Zagreb – Dugo Selo – Bjelovar. Danas je gotovo spojeno s ostalim naseljima. Kroz jug naselja prolazi željeznička pruga Zagreb – Dugo Selo, a sa sjevera ga okružuje šuma. To je pretežno ravničarski kraj, osobito južni dio, dok prema šumi na sjeveru počinje blaga uzvisina i brežuljkasti teren. Sjedište je poštanskog ureda broj 10361.

## Povijest
Sesvetski Kraljevec počinje se spominjati 1275. godine, kada ga je ugarski kralj Bela IV., zajedno s okolnim selima (Cerje, Dumovec i Kobiljak) oduzeo plemićima i darovao ga zagrebačkom Gradecu. Kraljevec će ostati pod njegovom vlašću sve do 1434. godine. Tada ga je zajedno s okolnim selima kralj Žigmund darovao zagrebačkom biskupu, odnosno kaptolu. Tako će Kraljevec pod vlašću kanonika zagrebačkog Kaptola ostati punih pet stoljeća, sve do poslijeratne nacionalizacije crkvenog zemljišta. Kaptolska sela prostirala su se većinom istočno od Zagreba, te uz rijeku Savu. Njima je upravljao i s njega skupljao poreze jedan od kanonika, nazivan stibrarius ili decanus. Po tom kaptolskom upravitelju svi zajednički posjedi počeli su se tokom vremena nazivati „štibrenskim selima” a kmetovi na njima „Štibrencima” (Stibrenses). U 16. i 17. stoljeću štibrenska sela bila su podijeljena na seoske općine ili „sudčije”: sesvetska, nartska, kraljevečka i kosnićka. Najveći broj kmetskih domaćinstava imale su sesvetska i kraljevečka sudčija. Zbog čestih turskih prodora i pljački u okolne krajeve, u drugoj polovici 16. stoljeća Kaptol je u tim dvjema sudčijama izgradio manje kaštele. U njihova dvorišta kmetovi bi se sklanjali kada bi došla vijest o turskim napadima na susjedna sela i utvrde. Tako su prilikom velikoga napada 1591. godine Turci prodrli na područje od Moslavine do Ivanića i okolice Križevaca, sve do Božjakovine i Kraljevca, zauzeli i spalili 26 utvrda i stotinjak sela. Tom prilikom spalili su i božjakovečki kaštel dok je Kraljevec ostao obranjen. Za te zasluge kao i za obranu Siska, Kaptol je kmetovima kraljevečke sudčije dao mnoge olakšice. No početkom 17. stoljeća kmetovima su nametnute nove tlake i davanja. Tako su morali kositi sjenokošu Široko polje, obrađivati obližnji kaptolski vinograd i učiti se peći opeku u novoizgrađenoj ciglani. Kmetovi su pružali otpor prema tim poslovima a na to ih je poticao i vlasnik obližnje Božjakovine, knez Nikola Zrinski. Naime, njegovo je vlastelinstvo prilikom turskih prodora bilo opustošeno i ostalo bez znatnog broja kmetova, pa je nastojao privući nove, obečavajući im brojne olakšice. To je privuklo nezadovoljne kraljevečke kmetove, pa je 70-ak njih izrazilo želju naseliti Zrinski posjed Božjakovinu. No Kaptol je uvjetovao odlazak kmetova plaćanjem unaprijed svih poreza za tekuću godinu. Sve su to bili razlozi za prvu Štibrensku bunu, 1608 godine. Ona je završila pogubljenjem glavnih pokretača bune na kaptolskom trgu. Kasnije su, zbog neizdrživog izrabljivanja kaptolskih feudalaca, kmetovi digli još dvije seljačke bune: drugu 1633. godine a treću 1654. godine. U njoj su kaptolski kanonici tražili pomoć kraljevske vojske, koja je popalila gotovo cijeli Kraljevec i okolna sela. Inače, kraljevečki kaštel, koji je bio ograđen drvenim palisadama i opkopom, u 18. stoljeću, dolaskom novoga mirnijeg doba mijenja izgled: grade se nove staje izvan dvorišta kaštela, uklanjaju se obrambeni zidovi te raznim pregradnjama ostaje samo manji (stambeni) dio bivšeg kaštela. Kaptol je godine 1828. na istočnoj strani današnje Ulice bedema ljubavi, izgradio novu kuriju, koju je dvije godine ranije projektirao zagrebački graditelj Juraj Either. Zgrada ima nadsvođen podrum i prizemlje a nad ulaznim vratima je istaknut portal s rozetom. U unutrašnjosti je nekoliko stilskih detalja ranog klasicizma.
Nakon izgradnje kurije, duž istočne i zapadne strane ulice formira se majur s raznim gospodarskim objektima. Ni nakon ukidanja kmetstva 1848. godine život kraljevčana nije se bitno mijenjao na bolje jer će i dalje biti ovisan o svome bivšem feudalcu Kaptolu. Tako će umjesto kmetskog davanja tlake biti prisiljeni, u duhu ranoga kapitalizma, nadničariti i služiti kaptolskim činovnicima za male novce. Sve do sredine 20. stoljeća jedine ulice u Kraljevcu su bile današnja Željeznička i Ulica bedema ljubavi, koje su kraljevčani nekada zvali Drakšina i Stara ves. Vršidba žita obavljala se za cijeli Kraljevec i okolicu na parnoj vršilici ("danfarici") na kaptolskom imanju. Nakon 2. svjetskog rata na kaptolskome dobru nastaje Seljačka radna zadruga "V. Bakarić" a krajem pedesetih zadrugu preuzima sesvetsko Sljeme. Grade se nove staje i farma se širi prema istoku a bivše kaptolsko zemljište na zapadnoj strani ulice se usitnjava za gradilišta. Farma pod nazivom "Sljemestočarstvo" postoji do početka 90-ih a zatim propada sve do 2007. godine kada se na njenom zemljištu počinje graditi stambeno naselje "Iver". Prvi kolosijek pruge Zagreb – Dugo Selo izgrađen je 1870 godine. No vlak se nije zaustavljao u Kraljevcu sve do 1925. godine. Tada je izgrađena današnja željeznička stanica, u čijem su stražnjem djelu bili stanovi za željezničko osoblje. DVD Sesvetski Kraljevec osnovano je 1939. godine a današnja zgrada započela se graditi 1961. dobrovoljnim akcijama.

## Stanovništvo
Prema popisu stanovništva iz 2011. godine, Mjesni odbor Sesvetski Kraljevec imao je 5753 stanovnika.

## Demografija
Demografskim bumom naraslo sa 150ak stanovnika krajem 2. svjetskog rata na trenutnih cca 8 000 ili više ( ovisno o tome što se podrazumijeva pod nazivom Kraljevec – i Kobiljak, Dumovec ili samo Kraljevec u užem smislu), uglavnom zahvaljujući priljevu Hrvata iz Bosne i Hercegovine i drugih dijelova Hrvatske – Like, Dalmacije, Slavonije, Podravine, obližnjeg Prigorja i Posavine. Prvi veći val započeo tijekom 1960-ih i 1970-ih kada stižu livanjski i duvanjski Hrvati, ali val doseljavanja, jačim i slabijim intenzitetom, traje do danas kada je osobito izražen trend doseljavanja iz manjih sredina iz cijele Hrvatske u okolicu Zagreba, pa tako i u Kraljevec. Strukturu stanovništva obilježio je i Domovinski rat nakon kojega mnogi Hrvati iz Bosanske Posavine postaju Kraljevčani.
U Sesvetskom Kraljevcu postoje dvije škole, O.Š. Sesvetski Kraljevec s kapacitetom 1100 učenika i O. Š. Iver s kapacitetom 500 učenika. O.Š. Iver ima bazen i najmoderniju infrastrukturu, a razlog izgradnje ove škole je novoizgrađeno stambeno naselje Iver u kojem se nalazi i jedan vrtić i nekoliko novoizgrađenih parkova.

## Javni prijevoz
Iz Sesvetskog Kraljevca polazi autobusna linija 269 Borongaj – Sesvetski Kraljevec – Iver, a kroz naselje također prolazi i magistralna željeznička pruga koja povezuje Sesvetski Kraljevec prigradskim vlakovima na linijama Dugo Selo – Zagreb Gl. k. – Zaprešić i Zagreb Gl. k. – Dugo Selo – Kutina – Novska.

## Gospodarstvo
U Sesvetskom Kraljevcu smješteno je nekoliko većih industrijskih objekata. Nekada najznačajniji bio je Rade Končar, koji je nastao 1949. godine pod imenom „Centralna mašinska radionica”. Danas djeluje pod imenom „Končar-Sklopna postrojenja”. Osim njega, tu su još tvornica stočnog brašna „Agroproteinka”, i „Unija-nova”, koja se bavi prikupljanjem i recikliranjem stakla.

## Sport
- NK Sesvetski Kraljevec Povijest nogometnog kluba počinje krajem 40-ih kada radnici „Centralne mašinske radionice”, kasnijeg Končara osnivaju Nogometni klub „Nafta”, koji 1952 mijenja ime u NK „TUNT”. Prvo igralište nalazilo se na uglu današnjih ulica I. Politea i Štibrenske, sjevernije od „samačke” zgrade. Na toj lokaciji igralo se do 1964. godine, kada je uređeno današnje igralište. Klub je u periodu od 1958. do 1961. godine imao naziv NK Vatrogasac, a zatim NK Budućnost, koje će nositi do demokratskih promjena 1991. Devedesetih godina glavni sponzor kluba bio je kraljevečki Končar, pa je po njemu i nosio ime Končar-transistem. Godine 2007. uređeno je glavno i pomoćno igralište stavljanjem umjetne trave, obnovljena je klupska zgrada i montirane tribine.
- Savate klub Kraljevec osnovan je 1976. godine pod imenom Karate klub „Budućnost”. Prvi treninzi održavani su u dvorani kina „Jedinstvo”, a otvaranjem nove školske dvorane 1978. godine, uvjeti treninga su poboljšani. Prvi treneri bili su Zdenko Čor i Željko Jarec. Klub osamdesetih godina postiže značajne državne i međunarodne rezultate. Za vrijeme Domovinskog rata mnogi članovi odlaze na ratišta i klub privremeno prekida djelovanje do 1996. kada ponovo nastavlja svoju uspješnu tradiciju. Tada klub mjenja svoj naziv u Savate klub „Kraljevec”. Danas okuplja preko 60 članova iz Kraljevca i okolnih mjesta. Treninzi se održavaju u prostoru OŠ S. Kraljevec i DVD-a Kobiljak.